# Gegevensbeschermingsautoriteit

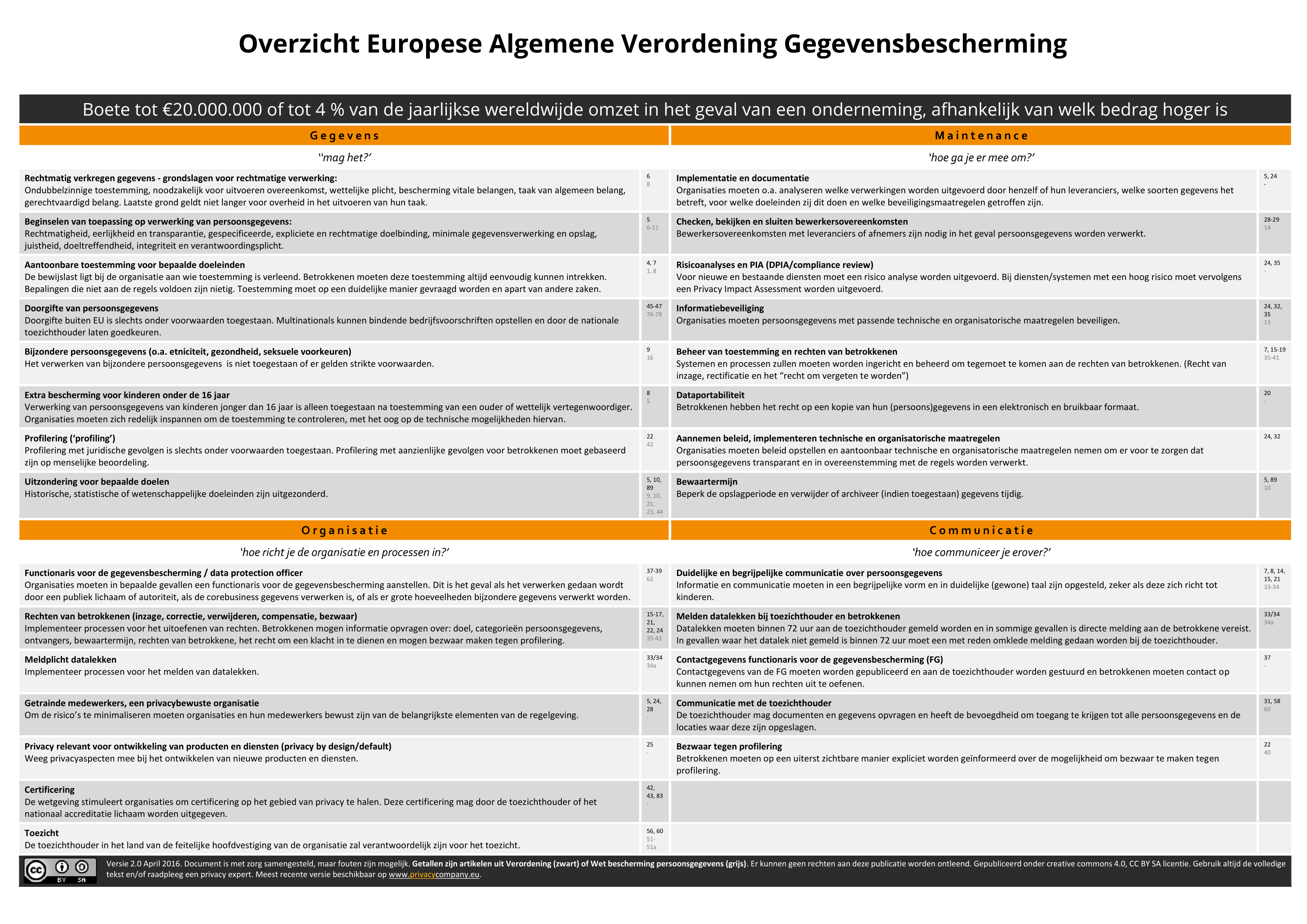
De Europese algemene verordening gegevensbescherming (AVG) gaat over de 'bescherming van natuurlijke personen in verband met de verwerking van persoonsgegevens en betreffende het vrije verkeer van die gegevens'.

Een gegevensbeschermingsautoriteit is de nationale of supranationale instelling die toezicht houdt op de bescherming van de privacy en het gebruik van persoonsgegevens, met name op het internet. 

## Europese Unie

### Lidstaten
Binnen de Europese Unie zijn de bevoegdheden van deze instanties omschreven in de Algemene verordening gegevensbescherming die op 25 mei 2018 van toepassing werd. De Europese gegevensbeschermingsautoriteiten (GBA’s, of in het Engels DPA's, Data Protection Agency), zijn onafhankelijke overheidsinstanties die, via onderzoekswerk en handhaving, toezicht houden op de toepassing van de wetgeving inzake gegevensbescherming. Ze leveren deskundig advies over gegevensbescherming en behandelen klachten wegens overtredingen van de AVG en de geldende wetgeving. 
Er is in elke lidstaat één gegevensbeschermingsautoriteit, die het aanspreekpunt is voor klachten vanuit die lidstaat. In sommige lidstaten, onder meer Duitsland en Spanje, bestaan echter ook regionale gegevensbeschermingsautoriteiten. 
Indien de klacht een bedrijf of organisatie betreft die actief is in meerdere lidstaten, dan is de gegevensbeschermingsautoriteit van het land van de Europese hoofdzetel bevoegd. Zo is voor Meta Platforms en Google bijvoorbeeld de Ierse gegevensbeschermingsautoriteit bevoegd.
Coördinatie van en overleg tussen de nationale instanties gebeurt in het kader van het Europees Comité voor gegevensbescherming (EDPB).

#### Nationale instanties
Onderstaande openbare instellingen zijn per lidstaat verantwoordelijk voor de privacy, of meer bepaald het toezicht op de bescherming van de persoonsgegevens:
- België: Gegevensbeschermingsautoriteit
- Bulgarije: Commission for Personal Data Protection
- Cyprus: Office of the Commissioner for Personal Data Protection
- Denemarken: Datatilsynet
- Duitsland: Der Bundesbeauftragte für den Datenschutz
- Estland: Estonian Data Protection Inspectorate
- Finland: Tietosuojavaltuutetun toimisto
- Frankrijk: Commission Nationale de l'Informatique et des Libertés
- Griekenland: Personal Data Protection Authority
- Hongarije: Parliamentary Commissioner for Data Protection and Freedom of Information Hungary
- Ierland: Data Protection Commissioner
- Italië: Garante per la protezione dei dati personali
- Kroatië: Agencija za zaštitu osobnih podataka
- Letland: Datu valsts inspekcija
- Litouwen: Valstybinė duomenų apsaugos inspekcija
- Luxemburg: Commission nationale pour la protection des données
- Malta: Office of the Commissioner for Data Protection
- Nederland: Autoriteit Persoonsgegevens
- Oostenrijk: Datenschutzkommission
- Polen: Generalny Inspektor Ochrony Danych Osobowych
- Portugal: Commissão Nacional de Protecção de Dados
- Roemenië: National Authority for the Supervision of Personal Data Processing
- Slovenië: Urad varuha clovekovih pravic
- Slowakije: Úrad na ochranu osobných údajov
- Spanje: Agencia de protección de datos
- Tsjechië: Úřad pro ochranu osobních údajů
- Verenigd Koninkrijk:[2] Data Protection Register
- Zweden: Datainspektionen

### Europese instellingen
Voor de Europese instellingen is de Europees Toezichthouder voor gegevensbescherming de bevoegde gegevensbeschermingsautoriteit.

## Internationaal
Er bestaan in de wereld verschillende instellingen voor gegevensbescherming. Overleg en uitwisseling tussen die diensten gebeurt tijdens internationale conferenties, met name via de International Conference of Data Protection & Privacy Commissioners (ICDPPC). In de schoot van de Verenigde Naties zijn onder meer de Commissie voor Internationaal Recht  en het Hoog Commissariaat voor de Mensenrechten van de Verenigde Naties bevoegd.  